# Мартинела I - Пичол (Тревизо)
Мартинела I - Пичол је насеље у Италији у округу Тревизо, региону Венето.
Према процени из 2011. у насељу је живело 96 становника. Насеље се налази на надморској висини од 89 м.